# Karikere, Challakere
Karikere là một làng thuộc tehsil Challakere, huyện Chitradurga, bang Karnataka, Ấn Độ.